# Resolució 2153 del Consell de Seguretat de les Nacions Unides
La Resolució 2153 del Consell de Seguretat de les Nacions Unides fou adoptada per unanimitat el 29 d'abril de 2014. El Consell va ampliar l'embargament d'armes, prohibició de viatjar i sancions financeres contra Costa d'Ivori durant un any mentre ordenava aixecar l'embargament de l'exportació de diamants en brut.

## Contingut
El Consell va observar que la seguretat, la pau i l'estabilitat de Costa d'Ivori havia millorat i que el país treballava més estretament amb els països veïns de Ghana i Libèria. També es va anunciar que se celebrarien eleccions presidencials l'octubre de 2015. Tanmateix, hi havia preocupació sobre els retards en la reforma de l'exèrcit i la policia i la desmobilització i reintegració d'antics combatents. També a l'oest del país hi havia pocs recursos per lluitar contra la el contraban i el frau duaner.
El Procés de Kimberley va reconèixer que Costa d'Ivori complia els requisits mínims per participar en el sistema de certificació d'origen, el que encoratjava encara més al país a desenvolupar la seva indústria diamantífera d'acord amb els estàndards del Procés de Kimberley. Per això, el Consell de Seguretat va aixecar l'embargament de diamants en brut contra el país.
El Consell també considera important que es jutgessin els autors de les violacions de drets humans. En aquest context, Charles Blé Goudé, exdirigent de l'Alliance des jeunes patriotes pour le sursaut national, va ser extradit a la Cort Penal Internacional.
Alhora, el Consell va ampliar un any més l'embargament d'armes, les sancions financeres i la prohibició de viatge, i el mandat del grup d'experts encarregat de supervisar el compliment de l'embargament es va ampliar per tretze mesos.